# Honda Collection Hall
Le Honda Collection Hall (ホンダコレクションホール, Honda korekushon hōru) est un musée situé près du Twin Ring Motegi à Motegi, dans la préfecture de Tochigi au Japon. Il est consacré aux véhicules et produits du constructeur Honda.

## Histoire
Le musée a ouvert ses portes en 1998 pour commémorer le 50e anniversaire de l'entreprise Honda. Il subit une grosse rénovation pour ses 25 ans d'existance et rouvre ses portes au public le 1er mars 2024.

## Collections
Le musées expose environ 170 véhicules et autres produits sur 3 étages, offrant un aperçu de l'évolution de la marque Honda.

### Automobiles
Le musée présente une gamme complète de l'histoire automobile de Honda, des premiers véhicules à quatre roues de la marque, comme le petit pick-up T360 et le cabriolet S500 des années 1960, ainsi que des modèles emblématiques de série tels que la Civic et la CR-X. Plusieurs Formule 1 motorisées par Honda sont également exposées.

### Motos
Le musée expose les premières motos de l'entreprise, comme le "vélo à moteur" à l'origine de la marque, jusqu'aux modèles de course les plus performants, notamment les motos ayant concouru en MotoGP.

### Equipements motorisés
Le musée ne se limite pas aux véhicules. Il présente également des équipements motorisés produits par Honda, comme des motoculteurs, des tondeuses à gazon ou des générateurs électriques.

### Robotique
Le musée expose des projets futuristes et des innovations technologiques, comme le robot humanoïde ASIMO.